# Clima Somaliei
Clima este principalul factor care afectează viața în Somalia. Pentru populația nomadă, momentul și cantitatea de precipitații sunt cruciale pentru a înțelege adecvarea pășunatului și perspectivele unei prosperități relative. Există unele dovezi că clima a devenit mai uscată în secolul trecut și că creșterea numărului de oameni și animale pune o povară tot mai mare asupra apei și vegetației.
Patru anotimpuri sunt recunoscute, două ploioase și două uscate. Ploile din sezonul de gu încep în aprilie și se termină în iunie, asigurând dezvoltarea pășunii și pentru o perioadă scurtă de timp transformă deșertul într-un fel de grădină înflorită. Vegetația luxuriantă acoperă cea mai mare parte a terenului, în special pășunile de pe platoul central. În acest sezon de relativă prosperitate a vieții vegetale, acesta contribuie la îndeplinirea a numeroase funcții sociale: căsătoriile sunt negociate, iar aceeași vârstă a oamenilor este calculată pe baza numărului de Gu trăiți. Sezonul gu este urmat de sezonul secetei hagaa și hagaa de un al doilea sezon ploios numit zi. În cele din urmă, urmează sezonul jiilaal, considerat cel mai greu pentru păstori și turme.
Cea mai mare parte a țării primește mai puțin de 500 de milimetri de ploaie pe an, iar vasta regiune din nordul și nord-estul Somaliei nu mai mult de 50-150 de milimetri. Cu toate acestea, unele regiuni din zonele muntoase nordice suferă mai mult de 500 de milimetri de precipitații pe an, la fel ca și unele zone de coastă. Sud-vestul primește 330 până la 500 de milimetri pe an. În general, ploile iau forma ploilor torențiale.
Temperaturile medii maxime zilnice variază de la 30 ° C la 40 ° C, se înregistrează temperaturi mai scăzute în zonele muntoase și de-a lungul coastei Oceanului Indian . Temperaturile minime medii variază de la 20 ° C la 30 ° C. Temperaturile din sud sunt mai puțin extreme.
În nord, o câmpie de coastă se desfășoară paralel de-a lungul Golfului Aden, nu mai mult de doi kilometri spre est. Este un teritoriu semi-arid, dar atunci când ajung ploile, vegetația compusă din arbuști mici se reînnoiește rapid și permite creșterea pășunilor pentru turme nomade. Câmpia îngustă de coastă a nordului se ridică rapid spre munți. Acestea alcătuiesc Karkaar, un lanț montan masiv care se întinde de la granița de nord-est cu Etiopia până la vârful Cornului Africii. Înălțimea de-a lungul creastei acestor munți este de 1800 de metri deasupra nivelului mării, la sud de orașul port Berbera, ajungând la 2100 de metri de Caseyr în vârful cel mai estic. Cel mai înalt punct din țară este atins pe Shimber Berris, care se ridică la 2407 metri, în apropierea orașului Erigavo, în centrul zonei. Munții se înclină spre sud, devenind un platou fără pâraie. Această regiune este cunoscută somalezilor sub numele de Ogo. La est, teritoriul arid coboară treptat spre Oceanul Indian și spre centrul Somaliei constituie câmpia Mudug. Aici este valea largă Nugaal, caracterizată printr-o vastă rețea de căi navigabile care se hrănesc doar în timpul sezonului ploios. Populația este formată în principal din păstori nomazi. Haud este un teritoriu mare ondulant important pentru pășunatul nomad. Aici unele depresiuni se umplu în timpul anotimpurilor ploioase și devin mici lacuri și iazuri. Huad se întinde pe mai mult de șaizeci de kilometri pe teritoriul etiopian. După independența țării, în 1960, a devenit subiectul revendicărilor somaleze și o sursă de dispute regionale amare. Sud-vestul Somaliei este dominat de cele două râuri majore ale țării: Juba și Uebi Scebeli, printre puținele râuri care au avut contribuții pe tot parcursul anului. Cu izvoarele lor în zonele muntoase etiopiene, aceste râuri curg spre sud, trecând prin vastele văi și câmpii somaleze înainte de a se arunca în mare. Precipitațiile și condițiile mai favorabile ale solului fac din întreaga regiune a râului o câmpie agricolă fertilă și centrul în care se condensează cea mai mare parte a populației stabilite în Somalia. Vegetația de aici este în principal cea a savanei .
Dincolo de cursul celor două râuri, se întind câmpiile Oltre Giuba, care formează granița cu Kenya.